# Церковь Архангела Михаила (Мордово)
Церковь Архангела Михаила (Михаило-Архангельский храм, храм Собора архистратига Михаила и прочих Небесных Сил бесплотных) — православный храм в посёлке Мордово Тамбовской области. Входит в состав Мордовского благочиния Тамбовской епархии Русской православной церкви.
Церковь расположена на берегу реки Битюг. Престол освящён в честь Михаила Архангела, приделы (южный) в честь Флора и Лавра и (северный) до 1945 года Смоленской иконы Богоматери, после в честь Питирима Тамбовского.
Здание церкви вмещает до 5000 прихожан.
Настоятель церкви протоиерей Иерей Максим Мошкин.

## История

### Первая деревянная церковь в Мордово
Согласно «Справочной книжке по Тамбовской епархии на 1876 год», написанной секретарем Консистории Иваном Афанасьевичем Самоцветовым, деревянная Архангельская церковь Флора и Лавра в селе Мордово была построена в 1861 году на деньги прихожан. Церковь значилась главной в селе. Настоятелем церкви был священник Василий Петров, его помощником числился священник Виктор Иванович Калинников, вместе с ними работали два псаломщика. Сверхштатным священником был Стефан Михайлович Воскресенский. Церковным старостой в 1864 году был назначен государственный крестьянин Сомников.
В селе Мордово на 1861 год проживало 1749 мужчин и 1860 женщин. Церковная собственность насчитывала 3 десятины усадебной земли и 99 десятин пахотной.
Существует предположение, что утверждения Ивана Афанасьевича Самоцветова не совсем точны. Предположительно, неточность вызвана пожаром в селе, который в 1858 году уничтожил бо́льшую часть деревянных построек.

### Строительство храма
В июне 1879 года был утвержден новый план деревянной церкви, которую в 1884 году освятили с благословения епископа Палладия в честь Вознесения Господня. Церковь украшалась художественной росписью на стенах и дорогим иконостасом. Маленькая деревянная церковь не вмещала всех прихожан (1200 домов), и жителями было принято решение возвести в селе новый храм.
В одной версте от Вознесенской церкви (1883 год) было выбрано место для будущего храма Архангела Михаила шириной 12 саженей и длиной 60. Александр Федорович Миролюбов и Феофил Александрович Свирчевский утвердили проект будущего харама. Дальнейшее строительство проходило под их руководством.
Строительство храма было завершено в 1909 году. В этом же году в храме был освящен левый придел в честь Смоленской иконы Божией Матери.
Внутренним убранством храма занимался известный иконописец Михаил Дикарев. Из-за начала Первой мировой войны роспись стен в храме завершить не удалось.

### Советский период
В 1939 году храм был закрыт и использовался в качестве зернохранилища.
В начале 1945 года по распоряжению архиепископа Тамбовского и Мичуринского Луки хирурга Войно — Ясенецкого в церкви были возобновлены богослужения. После возрождения храма начались внутренние ремонтные работы и благоустройство прицерковной территории. По окончании реставрации церкви Архангела Михаила правый придел был освящен в честь Флора и Лавра, левый в честь епископа Питирима Тамбовского, Чудотворца (ранее во имя Смоленской иконы Божией матери).
29 декабря 1971 года перед праздником Рождества Христова исполкомом Мордовского районного совета было принято решение о временном закрытии церкви из-за эпидемии гриппа.
9 августа 1993 года в Михаило-Архангельском храме Предстоятель Русской Православной Церкви Святейший Патриарх Московский и всея Руси Алексий II в сослужении архиепископа Тамбовского и Мичуринского Евгения, епископа Истринского Арсения и сонма духовенства совершил Божественную Литургию.

## Уникальность
В церкви Архангела Михаила находится единственный в Тамбовской епархии фарфоровый иконостас, который является главным украшением храма и достопримечательностью края. Его элементы декора характеры для архитектуры классицизма, барокко и русского зодчества. Четырёхъярусный фарфоровый иконостас был изготовлен на императорском заводе в Петербурге. Предположительно, Михаил Дикарев является автором эскиза иконостаса. Иконостас доставили из Ново-Иерусалимского монастыря в 1890 году в Мордово.